# قلعه سنگی قره آغاج
قلعه سنگی قره آغاج مربوط به هزاره اول قبل از میلاد است و در شهرستان مشگین‌شهر، بخش مرادلو، دهستان یافت، روستای قره اغاج کلان واقع شده و این اثر در تاریخ ۲۶ اسفند ۱۳۸۷ با شمارهٔ ثبت ۲۵۸۰۳ به‌عنوان یکی از آثار ملی ایران به ثبت رسیده است.